# Beaumont (Kansas)
Beaumont es una comunidad no incorporada del condado de Butler (Kansas), de Estados Unidos. Según el censo de 2020, la población de la comunidad y zonas cercanas era de 36.

## Historia

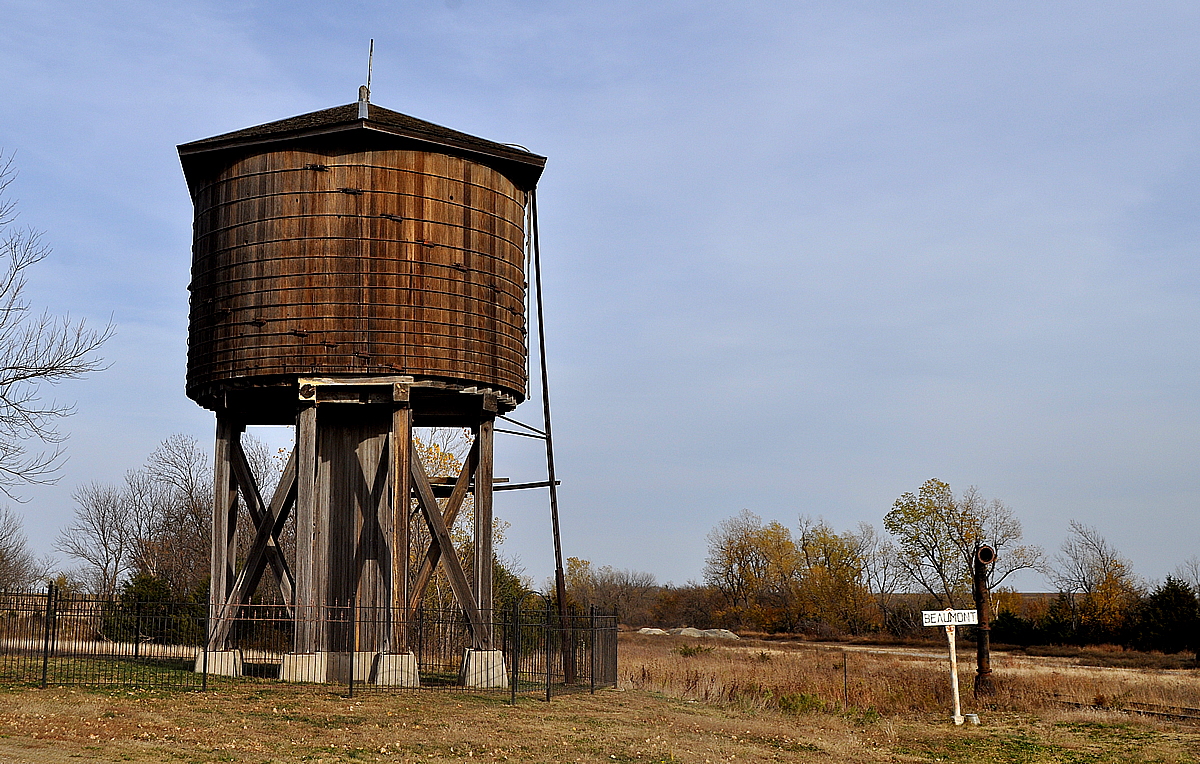
Depósito de agua de Beaumont (2012)

Los alrededores son tierras de cultivo, colonizadas por ganaderos y agricultores después de la Guerra Civil. Los colonos de Missouri, Iowa, Tennessee y otros estados del este llegaron gracias a la abundancia de tierras baratas.
El sitio de la ciudad fue primero una zona de paso entre Fredonia y Wichita. En 1879, Edwin y Emma Russell construyeron el Hotel Summit, más tarde rebautizado como Hotel Beaumont. En 1885, el ferrocarril de St. Louis y San Francisco, más conocido como Frisco, estableció Beaumont como una ciudad ferroviaria. Una línea de vías corría de este a oeste, conectando St. Louis con Wichita. Más tarde se añadió un ramal que iba hacia el sur desde Beaumont a través de Latham y hasta la frontera con Oklahoma. En 1890 se construyó una casa circular frente al Hotel Summit y empleaba a 90 personas. La torre de agua, construida en 1885, se encuentra frente al hotel y está inscrita en el Registro Nacional de Lugares Históricos. Debido a la rica hierba de tallo azul, la zona se utilizó como área de estacionamiento para enviar ganado.
El ferrocarril trabajaba con varias empresas en Beaumont. Entre ellas se incluían una ferretería y un almacén de madera, así como una farmacia propiedad del único médico y cirujano de la ciudad, el Dr. William James Phillips. La población de Beaumont nunca ha sido grande. En 1910 la población era de 200 habitantes. Hoy en día viven allí menos de 50 personas.
Se abrió una oficina de correos en Beaumont el 3 de junio de 1880 y permaneció en funcionamiento hasta que se suspendió el 16 de agosto de 1997.
El tanque de agua del ferrocarril de Beaumont St. Louis y San Francisco en Beaumont está en el Registro Nacional de Lugares Históricos.
Beaumont mantiene un aeródromo privado directamente al lado de la ciudad.
La comunidad aparece en la trama de la película de 1998 «The Long Way Home», protagonizada por Jack Lemmon. Sin embargo, las escenas se grabaron en Columbia Británica, Canadá y no en Kansas.

## Geografía
El clima de esta zona se caracteriza por veranos calurosos y húmedos e inviernos generalmente suaves a fríos. Según el sistema de clasificación climática de Köppen, Beaumont tiene un clima subtropical húmedo, abreviado «Cfa» en los mapas climáticos.

## Demografía
Para fines estadísticos, la Oficina del Censo de Estados Unidos ha definido a Beaumont como un lugar designado por el censo.

### Censo 2020
El censo de Estados Unidos de 2020 contó 36 personas, 16 hogares y 12 familias en Beaumont. La densidad de población era de 65,0 por milla cuadrada (25,1/km2). Había 28 unidades de vivienda con una densidad promedio de 50,5 por milla cuadrada (19,5/km2). La composición racial era 91,67 % (33) blanca o europea americana (91,67 % blanca no hispana), 0,0 % (0) negra o afroamericana, 5,56 % (2) nativa americana o nativa de Alaska, 0,0 % (0) asiática, 0,0 % (0) isleña del Pacífico o nativa de Hawái, 0,0 % (0) de otras razas y 2,78 % (1) de dos o más razas. 0,0 % (0) de hispanos.
De los 16 hogares, el 25,0 % tenía hijos menores de 18 años; el 56,2 % eran matrimonios que vivían juntos; el 31,2 % eran solamente una mujer sin cónyuge ni pareja actual. El 25,0% de los hogares estaba formado por personas individuales y el 6,2 % tenía alguien que vivía solo y tenía 65 años o más. Se estimó que el porcentaje de personas con una licenciatura o superior era del 0,0 % de la población.
El 16,7 % de la población tenía menos de 18 años, el 11,1 % de 18 a 24, el 22,2 % de 25 a 44, el 16,7 % de 45 a 64 y el 33,3 % tenían 65 años o más. La mediana de edad fue 49 años. Por cada 100 mujeres, había 80 hombres. Por cada 100 mujeres de 18 años o más, había 100 hombres.

## Educación
La comunidad cuenta con el servicio del distrito escolar público Bluestem USD 205.